# Lychnobius conspicua
Lychnobius conspicua là một loài bọ cánh cứng trong họ Đom đóm (Lampyridae). Loài này được Gyllenhal miêu tả khoa học năm 1817.